# Болф
Болф (англ. Bawlf) — село в Канаді, у провінції Альберта, у складі муніципального району Кемроуз.

## Населення
За даними перепису 2016 року, село нараховувало 422 особи, показавши зростання на 4,7%, порівняно з 2011-м роком. Середня густина населення становила 473,3 осіб/км².
З офіційних мов обидвома одночасно володіли 10 жителів, тільки англійською — 410. Усього 15 осіб вважали рідною мовою не одну з офіційних.
Працездатне населення становило 230 осіб (58,2% усього населення), рівень безробіття — 15,2% (19,2% серед чоловіків та 10% серед жінок). 91,3% осіб були найманими працівниками, а 10,9% — самозайнятими.
Середній дохід на особу становив $40 731 (медіана $35 008), при цьому для чоловіків — $50 514, а для жінок $30 737 (медіани — $45 696 та $27 584 відповідно).
43% мешканців мали закінчену шкільну освіту, не мали закінченої шкільної освіти — 20,3%, 36,7% мали післяшкільну освіту, з яких 6,9% мали диплом бакалавра, або вищий.
| Статево-вікова структура населення | Статево-вікова структура населення | Статево-вікова структура населення | Статево-вікова структура населення | Статево-вікова структура населення |
| ---------------------------------- | ---------------------------------- | ---------------------------------- | ---------------------------------- | ---------------------------------- |
|                                    |                                    |                                    |                                    |                                    |
| Всього                             | Всього                             | 51,2%48,8%                         |                                    |                                    |
| 0 — 14 років                       | 0 — 14 років                       |                                    | 16,9%                              | 16,9%                              |
| 15 — 64 років                      | 15 — 64 років                      |                                    | 66,3%                              | 66,3%                              |
| 65 і більше                        | 65 і більше                        |                                    | 16,9%                              | 16,9%                              |
| 85 і більше                        | 85 і більше                        |                                    | 1,2%                               | 1,2%                               |
| Середній вік (років)               | Середній вік (років)               | 41,540,1                           | 40,8                               | 40,8                               |
| Медіана (років)                    | Медіана (років)                    | 42,243,1                           | 42,8                               | 42,8                               |
| — чоловіки — жінки                 |                                    |                                    |                                    |                                    |

| Походження мешканців:     | Походження мешканців:     | Походження мешканців: | Походження мешканців: | Походження мешканців: |
| ------------------------- | ------------------------- | --------------------- | --------------------- | --------------------- |
| Походження                |                           |                       | осіб                  | %                     |
| Корінні американці        | Корінні американці        |                       | 15                    | 3.55%                 |
| Інше північноамериканське | Інше північноамериканське |                       | 90                    | 21.33%                |
| Європейське               | Європейське               |                       | 405                   | 95.97%                |
| британське                | британське                |                       | 230                   | 54.5%                 |
| французьке                | французьке                |                       | 110                   | 26.07%                |
| українське                | українське                |                       | 75                    | 17.77%                |

| Зайнятість населення за галузями (за класифікацією NOC): | Зайнятість населення за галузями (за класифікацією NOC): | Зайнятість населення за галузями (за класифікацією NOC): | Зайнятість населення за галузями (за класифікацією NOC): | Зайнятість населення за галузями (за класифікацією NOC): |
| -------------------------------------------------------- | -------------------------------------------------------- | -------------------------------------------------------- | -------------------------------------------------------- | -------------------------------------------------------- |
|                                                          |                                                          |                                                          |                                                          |                                                          |
| Бізнес, фінанси та адміністрування                       | Бізнес, фінанси та адміністрування                       |                                                          | 6,4%                                                     | 6,4%                                                     |
| Освіта, правозахист, муніципальні та урядові служби      | Освіта, правозахист, муніципальні та урядові служби      |                                                          | 10,6%                                                    | 10,6%                                                    |
| Мистецтво, культура, відпочинок та спорт                 | Мистецтво, культура, відпочинок та спорт                 |                                                          | 4,3%                                                     | 4,3%                                                     |
| Роздрібна торгівля та послуги                            | Роздрібна торгівля та послуги                            |                                                          | 25,5%                                                    | 25,5%                                                    |
| Гуртова торгівля, транспорт та обладнання                | Гуртова торгівля, транспорт та обладнання                |                                                          | 31,9%                                                    | 31,9%                                                    |
| Природні ресурси, сільське господарство                  | Природні ресурси, сільське господарство                  |                                                          | 8,5%                                                     | 8,5%                                                     |

## Клімат
Середня річна температура становить 2,3°C, середня максимальна – 21,4°C, а середня мінімальна – -21,5°C. Середня річна кількість опадів – 434 мм.
| Клімат поселення                              | Клімат поселення | Клімат поселення | Клімат поселення | Клімат поселення | Клімат поселення | Клімат поселення | Клімат поселення | Клімат поселення | Клімат поселення | Клімат поселення | Клімат поселення | Клімат поселення | Клімат поселення |
| Показник                                      | Січ.             | Лют.             | Бер.             | Квіт.            | Трав.            | Черв.            | Лип.             | Серп.            | Вер.             | Жовт.            | Лист.            | Груд.            |                  |
| Середній максимум, °C                         | −8,36            | −4,53            | 1,56             | 10,69            | 17,06            | 21,21            | 21,41            | 20,76            | 15,50            | 9,61             | −0,38            | −7,14            |                  |
| Середня температура, °C                       | −14,92           | −11,09           | −5               | 4,12             | 10,49            | 14,64            | 16,40            | 15,73            | 10,50            | 4,60             | −5,4             | −12,15           |                  |
| Середній мінімум, °C                          | −21,47           | −17,65           | −11,57           | −2,42            | 3,92             | 8,10             | 11,40            | 10,70            | 5,50             | −0,4             | −10,4            | −17,16           |                  |
| Норма опадів, мм                              | 20               | 13               | 20               | 24               | 43               | 77               | 82               | 62               | 41               | 18               | 18               | 16               |                  |
| Середньомісячна швидкість вітру, м/с          | 3.40             | 3.31             | 3.50             | 3.80             | 3.90             | 3.56             | 3.30             | 3.10             | 3.24             | 3.40             | 3.60             | 3.50             |                  |
| Середньомісячна сонячна радіація, кДж/м²·день | 3716             | 7283             | 12398            | 17522            | 20698            | 22012            | 22586            | 18837            | 12889            | 7738             | 3906             | 2679             |                  |
| --------------------------------------------- | ---------------- | ---------------- | ---------------- | ---------------- | ---------------- | ---------------- | ---------------- | ---------------- | ---------------- | ---------------- | ---------------- | ---------------- | ---------------- |
| Джерело:                                      |                  |                  |                  |                  |                  |                  |                  |                  |                  |                  |                  |                  |                  |